# Josef Mödlinger

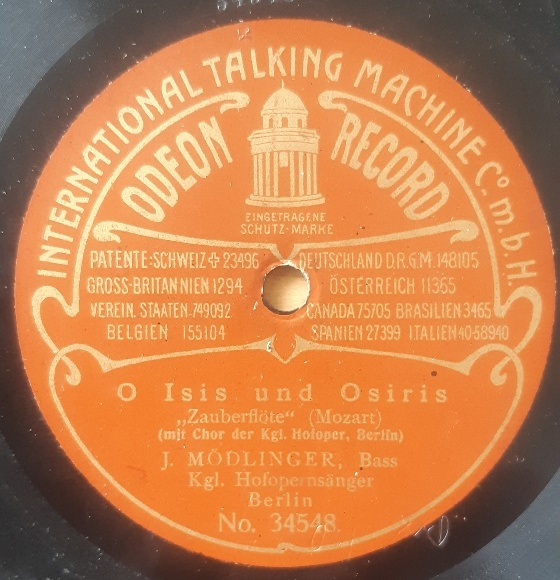
Schallplatte von Josef Mödlinger (Berlin 1906)

Josef Mödlinger (3. Februar 1848 in Leoben – 14. April 1927 in Berlin) war ein österreichischer Opernsänger der Stimmlage Bass, der 35 Jahre lang in Mannheim und Berlin engagiert war.

## Leben und Werk
Er war der Sohn eines Kürschnermeisters und hatte zumindest zwei Brüder, den späteren Opernsänger Ludwig Mödlinger (1843–1912) und den späteren Schauspieler Anton Mödlinger (1856–1921). Als Knabensopran sang er im Chor der Benediktinerabtei St. Lamprecht. Er studierte Philologie an der Karl-Franzens-Universität, war nebenbei als Cellist im Orchester des Grazer Opernhauses tätig und nahm bei Louise Weinlich-Tipka (1831–1907) Gesangsunterricht. Er debütierte am Stadttheater Zürich – als Kardinal in Halévys Jüdin. Er unterbrach seine Karriere um als Offizier der k. u. k. Armee am Bosnienfeldzug teilzunehmen. Danach wurde er an das Nationaltheater Mannheim verpflichtet, wo er ab 1876 erfolgreich wirkte. 1890 erlangte ihn der Ruf an die Berliner Hofoper, deren Ensemble er mehr als zwanzig Jahre lang angehörte – als „beliebter und gefeierter Künstler“, wie das Österreichische Biographische Lexikon konstatiert. Dort heißt es weiterhin: „M. leistete während seiner Laufbahn nicht nur in ernsten und dämon., sondern auch in heiteren Partien Hervorragendes.“ Er sang den Osmin in Mozarts Entführung aus dem Serail und den Sarastro in dessen Zauberflöte, Rocco und Don Pizarro in Beethovens Fidelio, Bertram und Marcel in den Meyerbeer'schen Opern Robert der Teufel und  Die Hugenotten, den Kaspar in Webers Freischütz und den Mephisto in Gounods Faust sowie einige Wagner-Rollen – Landgraf, König Heinrich, König Marke, Veit Pogner sowie Fafner, Hunding und Hagen im Ring des Nibelungen. Er trat auch in heute vergessenen, damals recht populären Opern auf wie Boieldieus La dame blanche (als Gaveston), Spohrs Jessonda (als Dandau) oder in der Goetz'schen Der Widerspenstigen Zähmung (als Baptista). Er war, wie die meisten Ensemblesänger, auch in kleinen Rollen zu sehen und zu hören, beispielsweise am 15. Februar 1909 als Pfleger des Orest in der Berliner Erstaufführung der Elektra von Hofmannsthal/Strauss. Nach dem Ende seiner Laufbahn als Sänger lebte er als Pädagoge in Berlin. Er hatte zumindest eine Tochter, Elisabeth Mödlinger (1888–1912), die sich als Schauspielerin in Dresden und Wiesbaden betätigte, jedoch sehr früh verstarb.

## Uraufführungen
Mödlinger war an mehreren Uraufführungen beteiligt:
- 30. September 1877 Guido in Francesca da Rimini von Hermann Goetz, Nationaltheater Mannheim
- 21. April 1892 Boabdil von Moritz Moszkowski, Berliner Hofoper (ebenso alle folgenden)
- 4. Mai 1895 Der Evangelimann von Wilhelm Kienzl
- 21. März 1899 Regina von Albert Lortzing (aus dem Nachlass des Komponisten)
- 18. April 1899 Mudarra von Fernand Le Borne
- 17. Februar 1900 Kain von Eugen d’Albert
- 9. April 1902 Der Wald von Ethel Smyth
- 13. Dezember 1904 Der Roland von Berlin von Ruggero Leoncavallo

## Tondokumente
Es existieren sehr seltene Aufnahmen auf Columbia (1903), Beka (1904) und Odeon (1906), alle in Berlin aufgezeichnet, sowie zwei Duette mit Hermann Jadlowker aus dem Jahr 1909. Bei dem Zylinder, der um 1901 hergestellt wurde und auf dem er als Sänger angesagt wird, handelt es sich um eine Fälschung. Eines der Duette ist jenes zwischen Fenton und Reich: Was begehrt Ihr von mir. Es stammt aus der Otto-Nicolai-Oper Die lustigen Weiber von Windsor. Auch besteht eine Aufnahme des Lieds Im tiefen Keller von Ludwig Fischer.